# Bretenoux
Bretenoux is een gemeente in het Franse departement Lot (regio Occitanie). De plaats maakt deel uit van het arrondissement Figeac. Bretenoux telde op 1 januari 2022 1.429 inwoners.

## Geografie
De oppervlakte van Bretenoux bedroeg op 1 januari 2022 5,69 vierkante kilometer; de bevolkingsdichtheid was toen 251,1 inwoners per km².

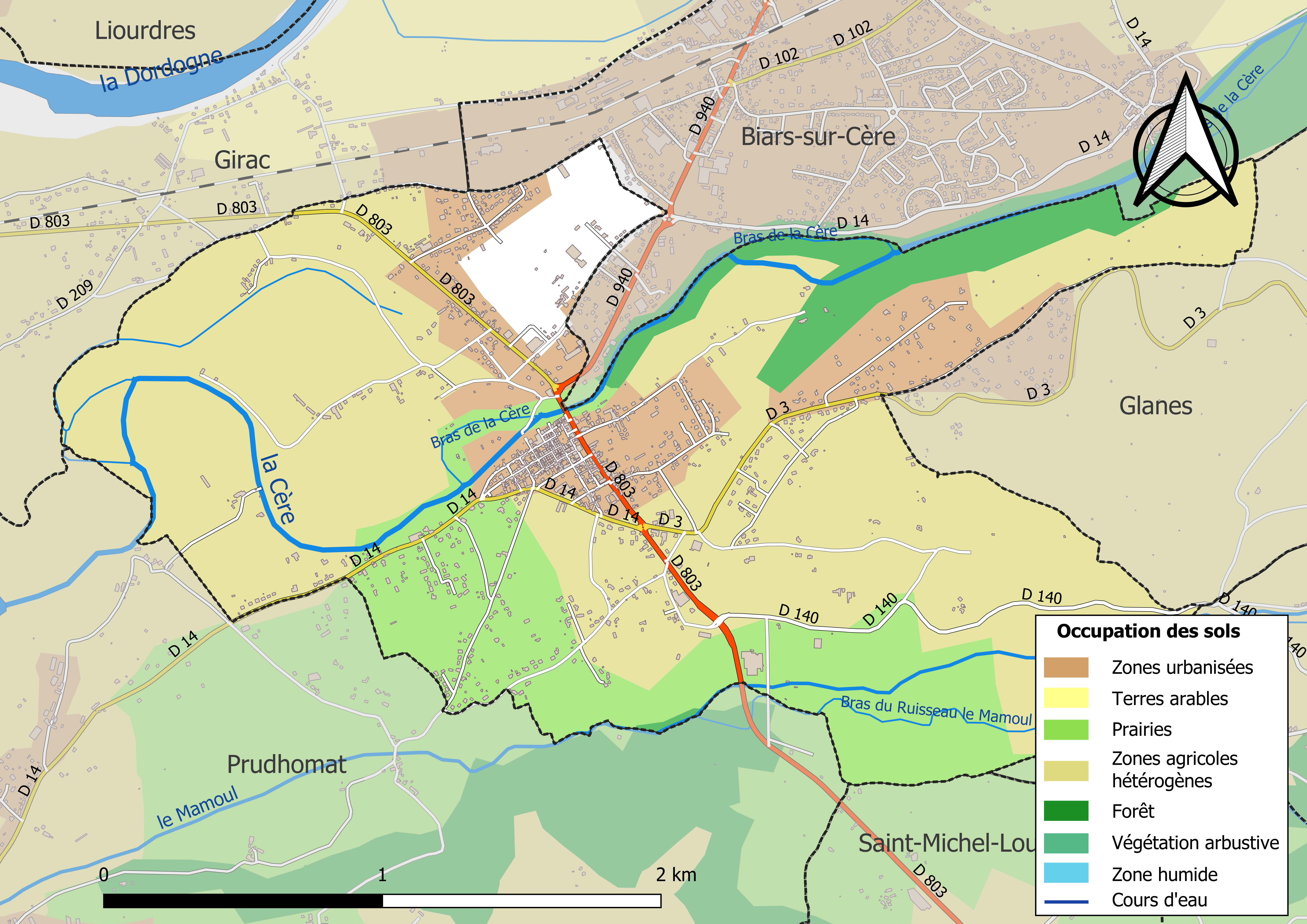
Kaart van de gemeente met de belangrijkste infrastructuur, bodemgebruik en omliggende gemeenten

## Verkeer
Het spoorwegstation  Bretenoux-Biars ligt in de aanpalende gemeente Biars-sur-Cère.

## Demografie
Onderstaande figuur toont het verloop van het inwonertal (bron: INSEE-tellingen).